# Marasmius exocarpi
Marasmius exocarpi är en svampart som beskrevs av Berk. 1881. Marasmius exocarpi ingår i släktet Marasmius och familjen Marasmiaceae.   Inga underarter finns listade i Catalogue of Life.